# Amtsgericht Pritzwalk

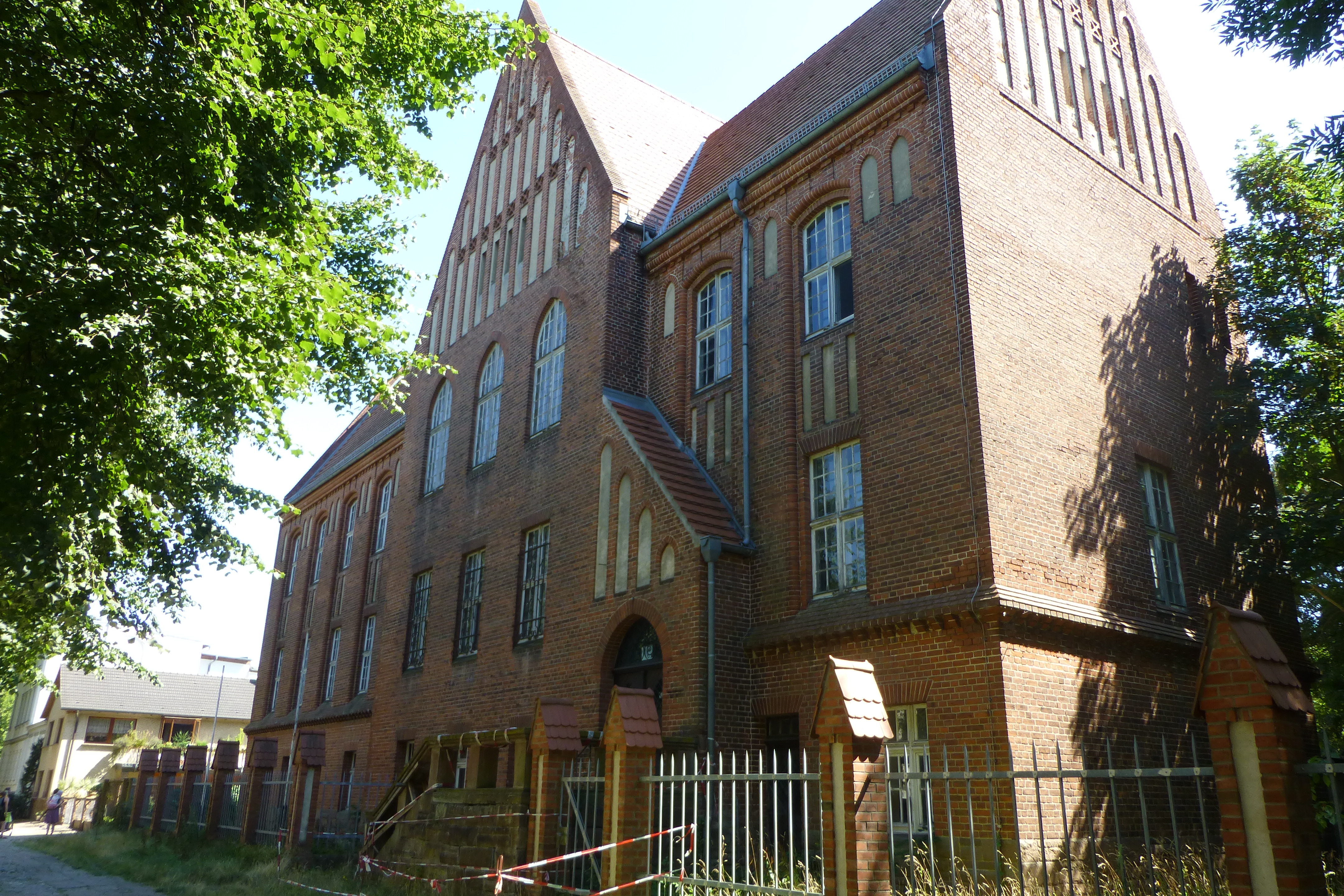
Ehem. Amtsgerichtsgebäude (2020)

Das Amtsgericht Pritzwalk war ein preußisches Amtsgericht mit Sitz in Pritzwalk in der Provinz Brandenburg.

## Geschichte
Ab 1849 bestand das Kreisgericht Wittstock. Übergeordnet war das Appellationsgericht Frankfurt a. d. Oder. In Pritzwalk bestanden zwei Zweigstellen (Gerichtskommissionen) des Kreisgerichtes Wittstock. Im Rahmen der Reichsjustizgesetze wurden diese Gerichte aufgehoben und reichsweit einheitlich Oberlandes-, Land- und Amtsgerichte gebildet. Das königlich preußische Amtsgericht Pritzwalk wurde mit Wirkung zum 1. Oktober 1879 als eines von 15 Amtsgerichten im Bezirk des Landgerichtes Neuruppin im Bezirk des Kammergerichtes gebildet. Der Sitz des Gerichtes war die Stadt Pritzwalk. Sein Gerichtsbezirk umfasste aus dem Landkreis Ostprignitz den Stadtbezirk Pritzwalk, die Amtsbezirke Eggersdorf, Falkenhagen, Hoppenrade, Krams, Laaske, Luggendorf, Mesendorf und Streckenthin, die Gemeindebezirke Breitenfeld, Schönebeck, Mertensdorf, Schmarsow, Bölzke, Lankenow und den Gemeindebezirk und Gutsbezirk Rapshagen aus anderen Amtsbezirken. Am Gericht bestanden 1880 zwei Richterstellen. Das Amtsgericht war damit ein mittelgroßes Amtsgericht im Landgerichtsbezirk. Gerichtstage wurden in Putlitz gehalten. Im Jahre 1952 wurden in der DDR die Amtsgerichte abgeschafft und stattdessen Kreisgerichte gebildet. Pritzwalk kam zum Kreis Pritzwalk im Bezirk Potsdam, zuständiges Gericht war damit das Kreisgericht Pritzwalk. Das Amtsgericht Pritzwalk wurde aufgehoben. Mit dem Gesetz über die Neugliederung der Kreisgerichtsbezirke im Land Brandenburg (Brandenburgisches Kreisgerichtsbezirksgesetz – BbgKrGBG) vom 8. Dezember 1992 wurde das Kreisgericht Pritzwalk zum 1. Januar 1993 aufgehoben. Entsprechend entstand auch das Amtsgericht Pritzwalk nicht wieder neu.

## Amtsgerichtsgebäude
Das Amtsgerichtsgebäude (Parkstraße 16) entstand zwischen 1910 und 1911. Das zweigeschossige, neugotische Gebäude besteht aus Sichtziegeln. Seine Fassade ist mit einem dreiachsigen Risalit gegliedert. Im Hinterhof befindet sich das ehemalige Gefängnis. Das Amtsgerichtsgebäude steht unter Denkmalschutz.